# Landtagswahl in Niederösterreich 1932
- SDAPDÖ: 20
- CS: 28
- NSDAP: 8

Die Sitzverteilung im Landtag nach der Wahl

Die Landtagswahl in Niederösterreich des Jahres 1932 fand am 24. April statt. Bei dieser Wahl zog die Nationalsozialistische Deutsche Arbeiterpartei erstmals in den Landtag ein und konnte einen bedeutenden Stimmenzuwachs verzeichnen, während die meisten anderen Parteien Stimmen und Mandate einbüßten. Die Christlichsoziale Partei verlor zwar am meisten Stimmen sowie die absolute Mehrheit, blieb jedoch stärkste Fraktion im Landtag.

## Antretende Parteien
Bei dieser Wahl fand erstmals die novellierte Landtagswahlverordnung Anwendung. Die wesentlichen Änderungen waren die Verdopplung der Wahlkreise, eine Reduzierung auf 56 Mandatare und die Anhebung der Wahlalters. So wurde das passive Wahlrecht auf 29 Jahre angehoben, das aktive auf 21. Alle diese Maßnahmen sollten den Nationalsozialisten einen Einzug in den Landtag erschweren.
In allen acht Wahlkreisen traten an:
- Christlichsoziale Partei (CS)
- Sozialdemokratische Arbeiterpartei SDAPÖ
- Nationalsozialistische Deutsche Arbeiterpartei (NSDAP)
- Großdeutsche Volkspartei gemeinsam mit dem Landbund (GDVP)
- Ständische Bauernvereinigung (StVB)

Zudem trat die Kommunistische Partei Österreichs (KPÖ) in allen Wahlkreisen außer Wachau (Krems) an.

## Ergebnis
Größter Verlierer der Wahl war die Christlichsoziale Partei, die bei der letzten Wahl mit der Großdeutschen Volkspartei gemeinsam antrat. Die Wahlgemeinschaft verlor nicht nur 12,2 % der Stimmen, sondern auch zehn Mandate. Auch der Landbund, diesmal gemeinsam mit der Großdeutschen Volkspartei antretend, konnte sein einziges Mandat nicht halten. Die Sozialdemokratische Arbeiterpartei musste nur den Verlust eines Mandats hinnehmen.
Der Gewinner der Wahl war die Nationalsozialistische Deutsche Arbeiterpartei. Sie konnte ihre Stimmen um mehr als 270 % steigern, zog mit acht Abgeordneten erstmals in den Landtag ein und stellte einen Landesrat.

### Vorläufiges Wahlergebnis
Um die teilweise großen Unterschiede in den Wahlkreisen darzustellen, ist nachfolgend das vorläufiges Wahlergebnis vom 26. April 1932 dargestellt. Da die Restmandate noch nicht fix ausgezählt waren, sind in der Zeile „Gesamt“ die Grundmandate und nach dem Plus die Restmandate angeführt.
| Partei                      | Gesamt  | Gesamt | CS      | CS      | CS     | SDAPÖ   | SDAPÖ   | SDAPÖ  | NSDAP   | NSDAP   | NSDAP | GDVP    | GDVP   | StVB    | StVB   | KPÖ     | KPÖ    |
| Partei                      | Stimmen | Mand.  | Stimmen | %       | Mand.  | Stimmen | %       | Mand.  | Stimmen | %       | Mand. | Stimmen | %      | Stimmen | %      | Stimmen | %      |
| Eisenwurzen (Amstetten)     | 71.669  | 5      | 42.755  | 59,66 % | 3      | 17.818  | 24,86 % | 1      | 8.132   | 11,35 % | 0     | 1.587   | 2,21 % | 486     | 0,68 % | 891     | 1,24 % |
| Traisengau (St. Pölten)     | 133.931 | 9      | 62.286  | 46,51 % | 4      | 46.427  | 34,66 % | 3      | 20.295  | 15,15 % | 1     | 2.102   | 1,57 % | 1.260   | 0,94 % | 1.561   | 1,17 % |
| Steinfeld (Wiener Neustadt) | 111.216 | 8      | 37.595  | 33,80 % | 3      | 56.226  | 50,56 % | 4      | 13.491  | 12,13 % | 1     | 1.611   | 1,45 % | 161     | 0,14 % | 2.132   | 1,92 % |
| Wiener Boden (Baden)        | 162.944 | 10     | 50.076  | 30,73 % | 3      | 82.157  | 50,42 % | 5      | 20.636  | 12,66 % | 1     | 5.836   | 3,58 % | 739     | 0,45 % | 3.500   | 2,15 % |
| Marchfeld (Mistelbach)      | 92.090  | 7      | 56.307  | 61,14 % | 4      | 21.580  | 23,43 % | 1      | 10.393  | 11,29 % | 0     | 2.260   | 2,45 % | 1.191   | 1,29 % | 359     | 0,39 % |
| Weingau (Korneuburg)        | 77.694  | 6      | 45.949  | 59,14 % | 4      | 17.006  | 21,89 % | 1      | 11.178  | 14,39 % | 1     | 1.751   | 2,25 % | 1.512   | 1,95 % | 298     | 0,38 % |
| Waldviertel (Gmünd)         | 68.286  | 6      | 36.123  | 52,90 % | 3      | 16.355  | 23,95 % | 1      | 12.018  | 17,60 % | 1     | 1.427   | 2,09 % | 2.219   | 3,25 % | 144     | 0,21 % |
| Wachau (Krems)              | 64.840  | 5      | 31.647  | 48,81 % | 2      | 14.705  | 22,68 % | 1      | 14.631  | 22,56 % | 1     | 1.824   | 2,81 % | 2.033   | 3,14 % | –       | –      |
| Gesamt                      | 782.670 | 49 + 7 | 362.738 | 46,35 % | 26 + 2 | 272.274 | 34,79 % | 17 + 3 | 110.774 | 14,15 % | 6 + 2 | 18.398  | 2,35 % | 9.601   | 1,23 % | 8.885   | 1,14 % |

### Amtliches Endergebnis

Das amtliche Endergebnis

| Partei | Partei        | Endergebnis 1932 | Endergebnis 1932 | Endergebnis 1932 | Endergebnis 1927 | Endergebnis 1927 | Endergebnis 1927 | Differenz | Differenz | Differenz |
| Partei | Partei        | Stimmen          | %                | Mand.            | Stimmen          | %                | Mand.            | Stimmen   | %         | Mand.     |
| CS     | Einheitsliste | 362.977          | 46,4 %           | 28               | 474.283          | 58,0 %           | 38               | - 116.476 | - 12,2 %  | - 10      |
| GDVP   | Einheitsliste | 18.427           | 2,3 %            | 0                | 474.283          | 58,0 %           | 38               | - 116.476 | - 12,2 %  | ± 0       |
| GDVP   | Landbund      | 18.427           | 2,3 %            | 0                | 23.597           | 2,9 %            | 1                | - 116.476 | - 12,2 %  | - 1       |
| SDAPÖ  | SDAPÖ         | 272.595          | 34,8 %           | 20               | 307.005          | 37,6 %           | 21               | - 34.410  | - 2,8 %   | - 1       |
| NSDAP  | NSDAP         | 110.808          | 14,1 %           | 8                | 4.012            | 0,5 %            | 0                | + 106.796 | + 13,6 %  | + 8       |
| StVB   | StVB          | 10.009           | 1,3 %            | 0                | –                | –                | –                | + 10.009  | + 1,3 %   | ± 0       |
| VSB    | VSB           | –                | –                | –                | 4.875            | 0,6 %            | 0                | - 4.875   | - 0,6 %   | ± 0       |
| KPÖ    | KPÖ           | 8.513            | 1,1 %            | 0                | 3.275            | 0,4 %            | 0                | + 5.238   | + 0,7 %   | ± 0       |
| Gesamt | Gesamt        | 783.329          | 100 %            | 56               | 817.047          | 100 %            | 60               | - 33.718  |           | - 4       |